# Panteón Xifré

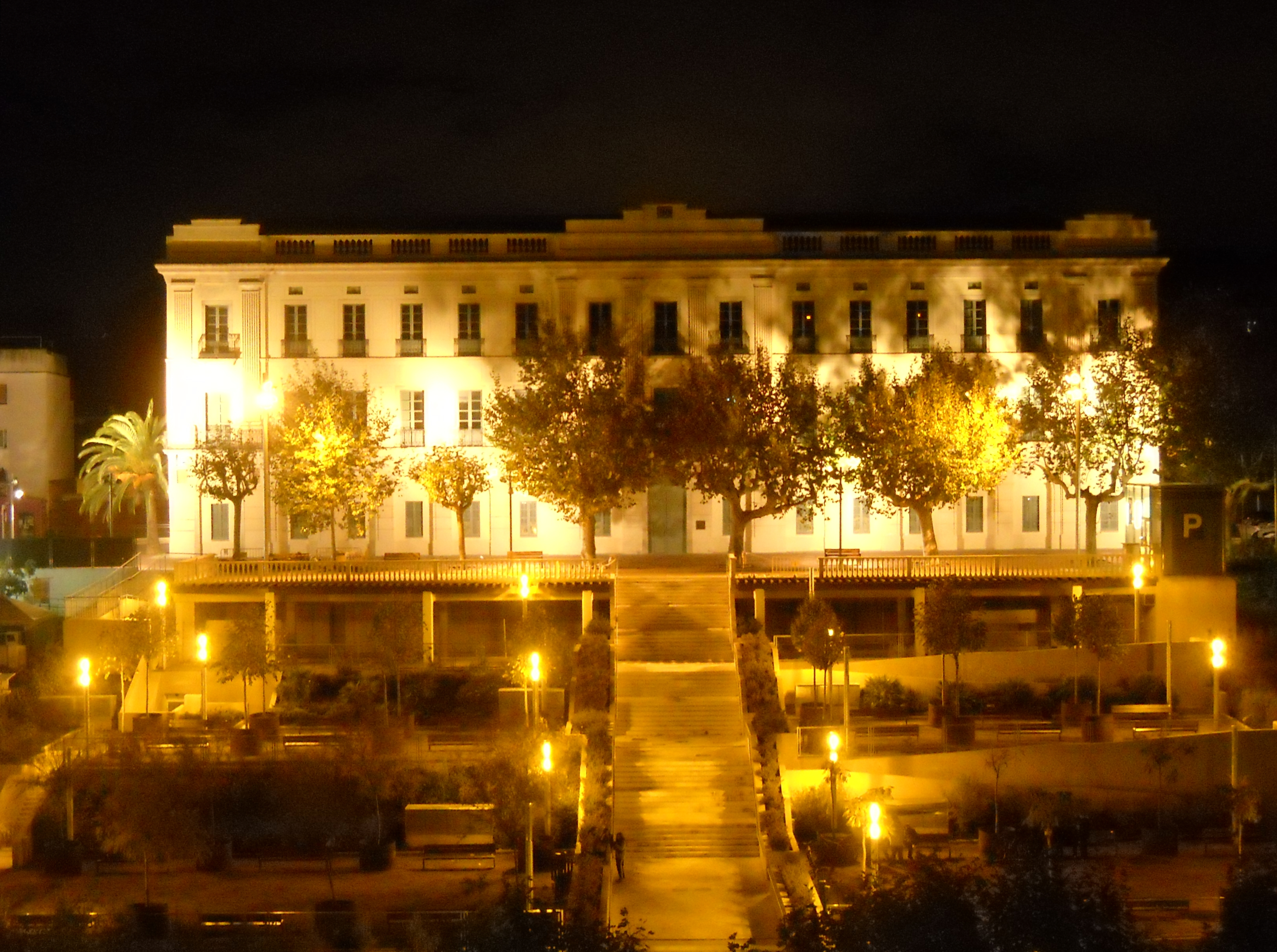
Visión nocturna del edificio donde se halla el panteón.

El Panteón Xifré, también conocido como  Mausoleo Xifré , es un mausoleo construido por iniciativa de José Xifré Downing hijo de José Xifré y Casas a la muerte de éste, dentro del Hospital Xifré, edificio público de Arenys de Mar donado por el difunto como «hospital para pobres enfermos» el 27 de diciembre de 1849.
El panteón está situado en una capilla del edificio Xifré, que fue cedido por el rico industrial como hospital

## Descripción
José Xifré i Casas' (Arenys de Mar, 1777 - Barcelona, 1856) fue un hombre de negocios, negrero, filántropo y mecenas. Hizo una gran fortuna en Cuba y los Estados Unidos. Cuando se retiró a Barcelona, hizo construir las casas del Pla de Palau (1835), llamadas popularmente Casa Xifré. Su actividad principal fue el mecenazgo, gracias al cual se construyó un hospital en Arenys y varios edificios en Barcelona. Su esposa, Judith Downing, y su único hijo están enterrados en el cementerio del Père Lachaise.
Al morir José Xifré en Barcelona, en su torre de Horta, el 7 de agosto de 1856, su hijo, José Xifré Downing, gestionó el traslado de sus restos a la capilla del hospital de Arenys. Quiso construirle un magnífico mausoleo que encargó al reconocido escultor francés Charles Gumery, al que había conocido en uno de sus habituales estancias en París y, cuyas esculturas adornan el Museo del Louvre, la Gare du Nord, el Palais d'Orsay la Fontaine Saint-Michel y la Opera de Paris. Así una vez terminada su construcción el 7 de agosto de 1861 (cinco años después de su muerte), Xifré pasó a reposar en el panteón de la cripta del edificio Xifré con el siguiente epitafio: «José Xifré i Casas, quien, de su patrimonio, fundó esta casa para el cuidado de los enfermos ».
El mausoleo, todo de mármol de tipo arcosolio plano, integrado en la pared, tiene en su parte central una estatua yacente sobre un sarcófago con dos estatuas a los lados. Sobre el mismo se puede leer el epitafio en latín:
"Josep Xifré i Casas, quien de su patrimonio fundó esta casa para el cuidado de enfermos"
En la parte superior hay un bajo relieve con el escudo familiar, con dos ángeles a los lados situado en la vertical por encima de un sarcófago de mármol gris, que está montado sobre una peana.y apoyado sobre unas patas en forma de zarpa.
Encima del sarcófago está la figura yacente de Xifré, vestido con un hábito largo que le llega hasta los pies (cubriéndolos) y que cuelga de una forma simétrica sobre los lados del sarcófago tapándolo en parte. Yace con las manos cruzadas sobre el pecho y la cabeza, apoyada sobre una almohada, que la levanta ligeramente.
A la derecha de la tumba, encontramos una figura de mujer con la inscripción en latín "perseverantia" en la parte frontal del pedestal, significado de la estatua.
A la izquierda de la tumba se halla un conjunto escultórico formado por una mujer y un niño con la cabeza apoyada en su regazo. A sus pies.se puede leer la inscripción en latín "beneficentia" a la que representa el conjunto.